# COOP Himmelb(l)au

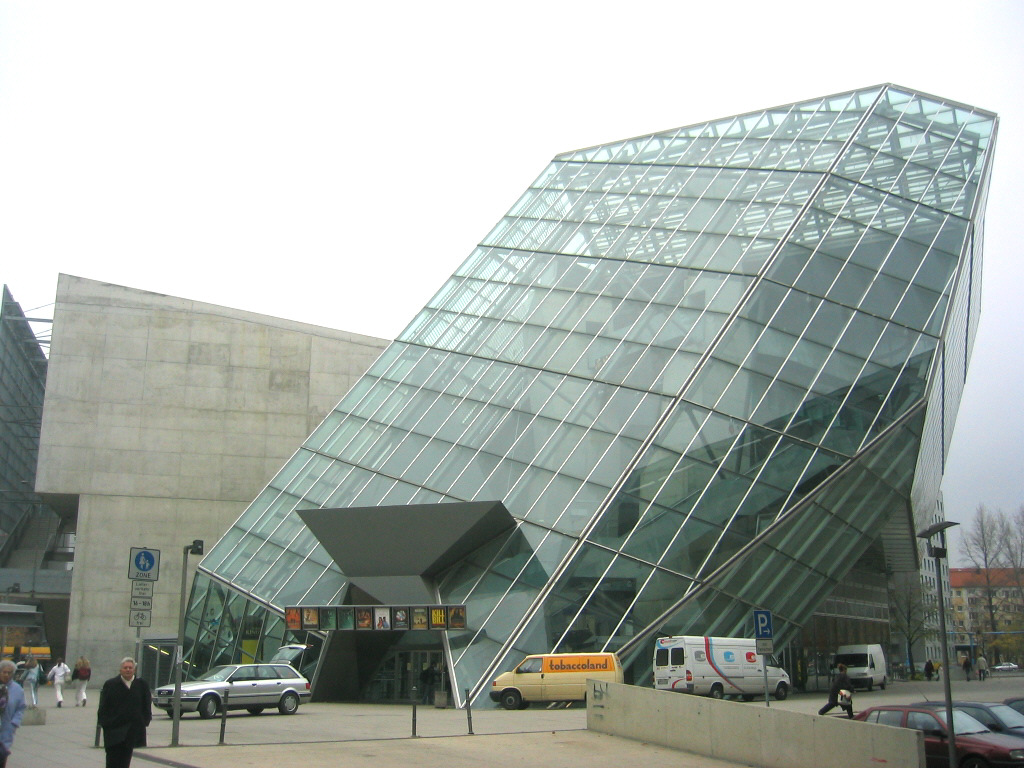
UFA Kristallpalast, Drážďany

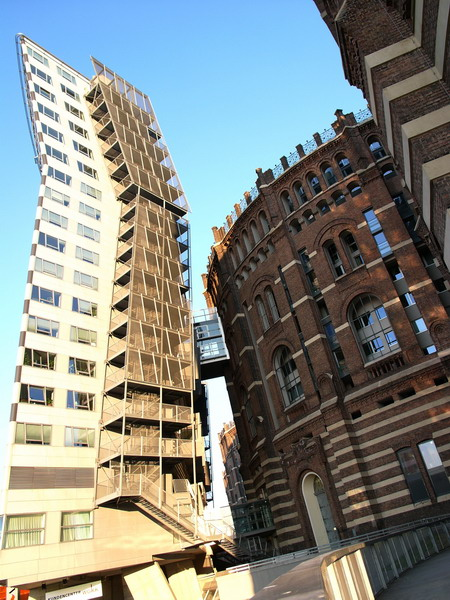
Gasometer ve Vídni

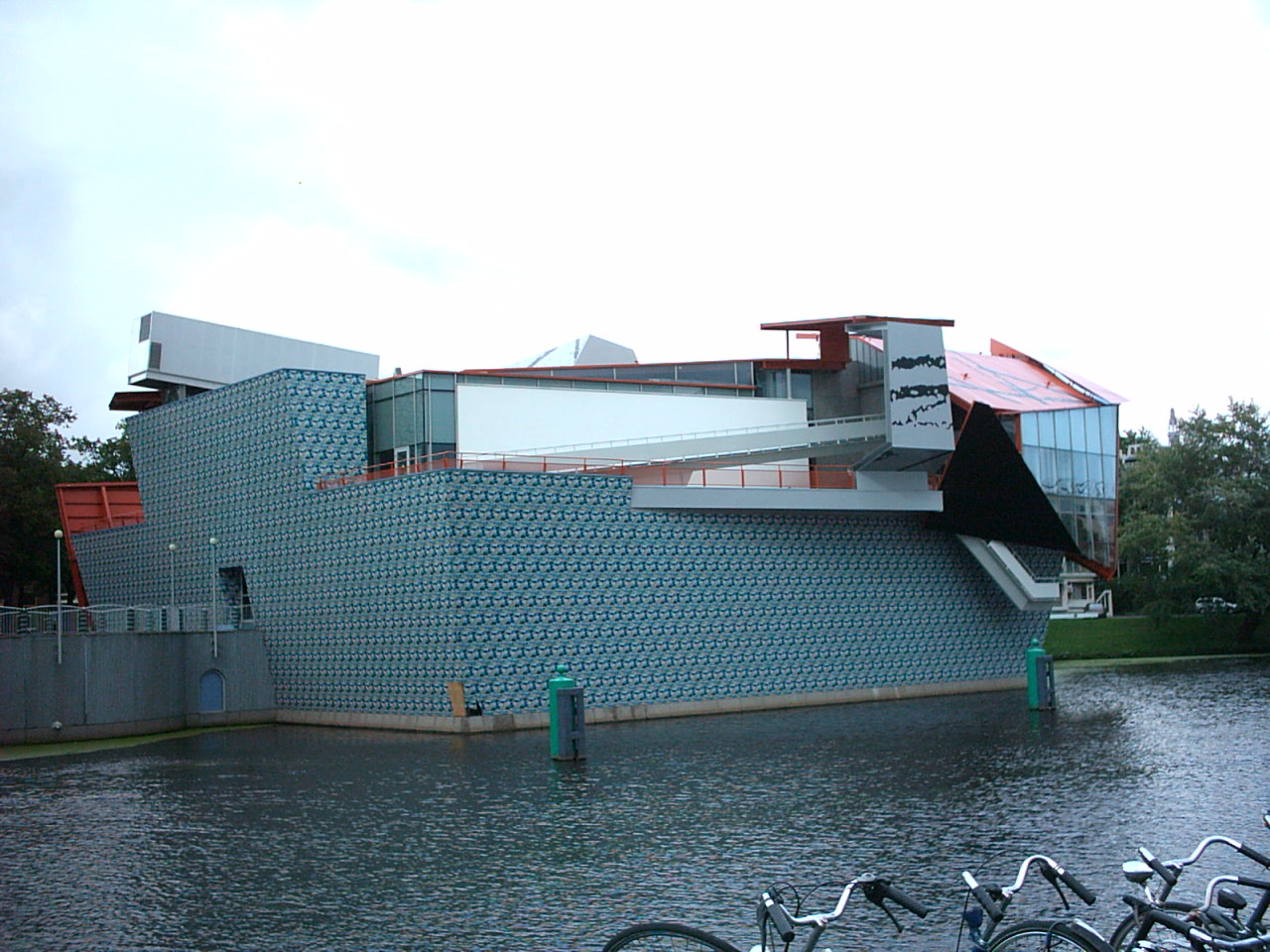
Groningenské muzeum, v Nizozemsku

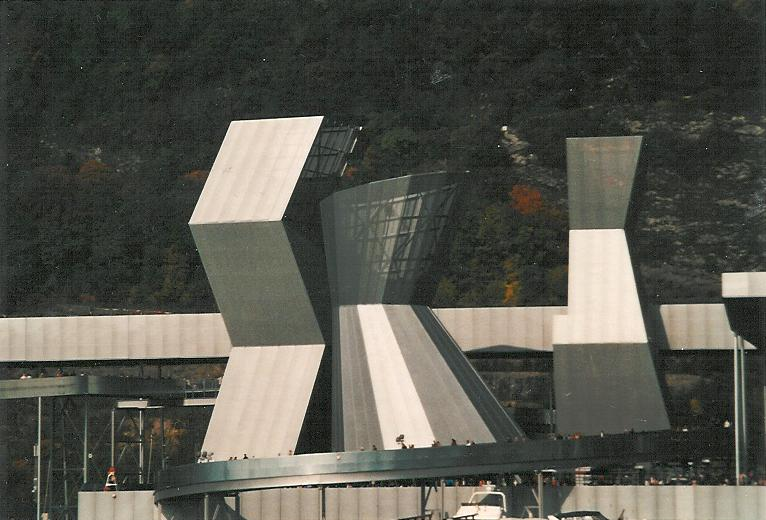
Arteplage in Biel / Bienne, Švýcarsko Expo.02

COOP Himmelb(l)au je rakouská skupina založená roku 1961, která se zabývá architekturou, urbanismem a designem ve stylu dekonstruktivismu

## Tvůrčí manifest
Chceme architekturu, která má více! Architekturu, která krvácí, která vysiluje, která se byť i láme. Architekturu, která svítí, píchá a která se rozpíná až do prasknutí. Architektura musí být propastná, ohnivá, hladká, tvrdá, hranatá, syrová, kulatá, barevná, obscénní, nemravná, snová, vlhká, suchá a srdcervoucí. Pokud má být studená, tak potom jako blok ledu. Když je horká, pak je horká jako plamen. Architektura musí hořet.

## Stručné dějiny
COOP Himmelb(l)au založili roku 1961 ve Vídni v Rakousku pánové Wolf D. Prix a Helmut Swiczinski. Třetím členem byl Rainer M. Holzer, který však skupinu po třech letech opustil. Zpočátku se skupina zabývala experimentální architekturou, například pneumatické prostorové koncepce (projekt pohyblivého nafukovacího obytného oblaku v letech 1968-1972)
Přechod k svéráznému výrazu začal stavbou Reiss Baru ve Vídni roku 1977. Od té doby se řadí k zástupcům a průkopníkům dekonstruktivismu, stejně jako Zaha Hadid, či Gunther Behnisch. V roce 1988 vznikla dceřiná kancelář v Los Angeles v USA

## Typické tvaroslovné prvky
Otevřená geometrie, šikmé zasklení, zalomené trubky vystupující z fasády, špičaté a klikaté formy na pohledech, průniky masivních betonových prvků a lehkých skelných hmot, snaha o prolínání interiéru a exteriéru.

## Tvorba
- UFA Kristallpalast, Drážďany, Německo 1993-1998
- Továrna Funder, St. Veit / Glan, Rakousko, 1988-1989
- Nástavba střechy na Falkestrasse, Vídeň, Rakousko, 1983 / 1987-1988
- Arkon art museum, Ohio, USA 2001-2007
- BMW Welt, Mnichov, Německo 2001-2007
- Výzkumné centrum Seibersdorf, Rakousko, 1993-1995
- Vila Soravia, Millstatt, Rakousko, 2001-2006